# Adolf Erik Nordenskiöld
Pour les articles homonymes, voir Nordenskiöld.
Le baron Nils Adolf Erik Nordenskiöld (/ˈnuːr.den.ʃœld/), né le 18 novembre 1832 à Helsinki et mort le 12 août 1901 à Dalbyö, est un géologue, minéralogiste et explorateur finlandais suédophone. Sujet de l'Empire russe, il est connu pour avoir exploré l'Arctique et étudié les côtes de la Nouvelle-Zemble et de la Sibérie et pour avoir été le premier à franchir le passage du Nord-Est.

## Biographie

### Jeunesse et famille
Adolf Erik Nordenskiöld est né à Helsingfors dans le grand-duché de Finlande, ancienne possession suédoise appartenant alors à l'Empire russe, mais il passa sa jeunesse à Mäntsälä. Étudiant à Porvoo, il est entré à l'université impériale Alexandre (future université d'Helsinki) en 1849. Il étudie la géologie et projette un voyage d'études en Sibérie lorsque éclate la guerre de Crimée. 
Ayant obtenu son diplôme, en 1853, Nordenskiöld accompagne son père dans l'Oural pour étudier les mines de fer et de cuivre de Nijni Taguil. Il publie quelques années après son mémoire Om grafitens och chondrotitens kristallformer (« Sur les formes de cristaux de graphite et de chondrodite »).
Il est membre de la famille des « Nordenskiöld », ancienne famille de la noblesse suédo-finlandaise. Son père, Nils Gustaf Nordenskiöld, est un minéralogiste reconnu et membre de l'Académie impériale des sciences de Saint-Pétersbourg. Nordenskiöld est lui-même l'oncle par alliance de Carl Gustaf Emil Mannerheim (commandant-en-chef puis président de Finlande de 1944 à 1946), l'oncle de l'explorateur Otto Nordenskjöld (expédition Antarctic en Antarctique) et le père des anthropologues, archéologues et explorateurs Erland Nordenskiöld (ethnographe en Amérique du Sud) et Gustaf Nordenskiöld (explorateur de Mesa Verde).

### Activité politique et exil
En 1856, Nordenskiöld a été nommé maître de conférences en minéralogie à l'université. Toutefois, pour des raisons politiques, il doit fuir en Suède l'année suivante, où il est nommé au bureau du directeur du Département de minéralogie du Muséum suédois d'histoire naturelle et à une chaire de minéralogie à l'Académie royale des sciences de Suède. Il épouse en 1863 l'aristocrate Anna Maria Mannerheim, tante du maréchal finlandais Carl Gustaf Emil Mannerheim.
Proche de Johan Ludvig Runeberg, il appartenait aux libéraux anti-tsaristes et, en 1855 pendant la guerre de Crimée, un de ses discours a attiré l'attention des autorités impériales russes quant à ses opinions politiques. Cela a conduit à son licenciement de l'université.
Il s'est ensuite rendu à Berlin, en poursuivant ses études en minéralogie, et en 1856 obtient une bourse de l'université d'Helsingfors et l'utilise dans des travaux de recherche géologique en Sibérie et au Kamtchatka. Il obtient en 1857 son doctorat en tant que spécialiste de la chimie et la géologie, spécialisé dans le fer et mines de cuivre. Il a ensuite suscité à nouveau la suspicion des autorités, de sorte qu'il a été forcé de quitter de nouveau la Finlande et a été privé du droit d'occuper un poste dans une université de Finlande.
Il est membre du parlement suédois.

### Exploration de l'Arctique

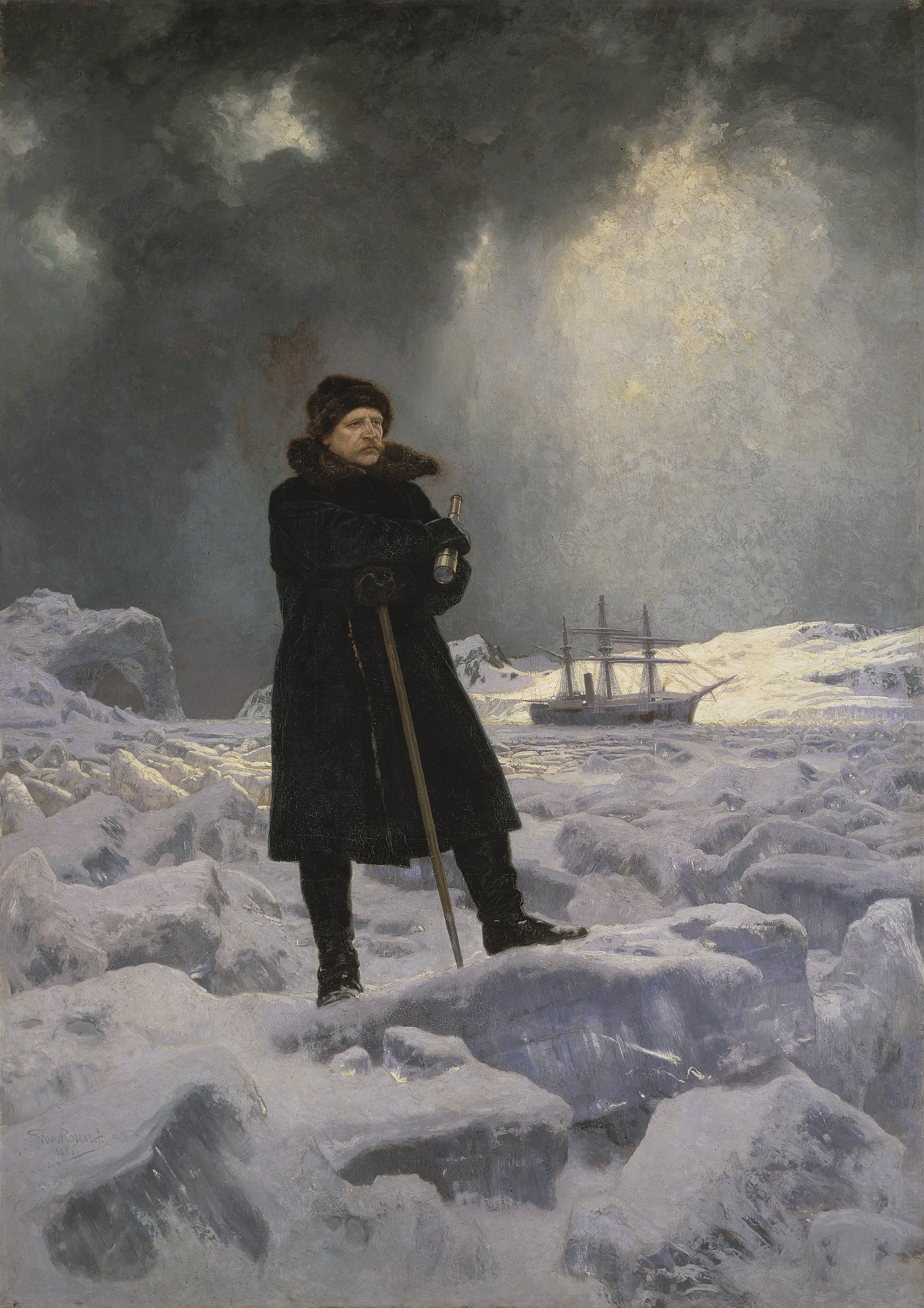
Adolf Erik Nordenskiold par Georg von Rosen (1886), Nationalmuseum.

Adolf Erik Nordenskiöld acquiert de l'expérience au Groenland, au Svalbard et en mer de Kara. Par exemple en 1858, 1861 (avec Otto Martin Torell), 1864 et 1871, il est en expédition au Svalbard. En 1870, il est au Groenland, entre 1872 et 1875, dans l'Arctique sur le Sofia et, en 1875, à l'embouchure du fleuve Ienisseï.

#### Expédition Vega
Il mène son expédition la plus notable sur la Vega — un baleinier de 45 mètres renforcé et équipé d'une machine à vapeur — et la Lena en 1878-1879. Membre de l'Académie royale des sciences de Suède, il apporte un soin particulier aux travaux scientifiques. Il obtient le soutien financier du Suédois Oscar Dickson et du Russe Alexandre Sibiriakov. Il part de Göteborg le 4 juillet 1878, atteint le cap Tcheliouskine au nord de la péninsule de Taïmyr le 9 août 1878 et s'engage donc vers l'Est chose qu'aucun navire européen n'avait faite auparavant. À l'embouchure de la Léna, la Vega continue sa route et la Lena remonte le fleuve jusqu'à Iakoutsk. La Vega atteint le cap Chelagski en septembre 1878. Là la progression du navire est stoppée par le pack alors qu'il ne reste qu'un jour de navigation pour atteindre le détroit de Béring. Un hivernage de neuf mois est donc nécessaire jusqu'à l'été suivant. Grâce à des tribus de Tchouktches, un dictionnaire tchouktche est réalisé pour mettre à profit cette pause forcée et du courrier est envoyé à destination de l'Europe. Le 18 juillet 1879, le navire se dégage de la glace et devient le premier à franchir le passage du Nord-Est. La route se poursuit jusqu'au 2 septembre 1879 où le navire atteint Yokohama au Japon.
Nordenskiöld est fêté en héros, reçu par de nombreux gouvernements et au retour de la Vega en Suède, le jour est décrété fête nationale.
Au retour de l'expédition, la Société impériale géographique de Russie lui décerne sa distinction la plus haute, la médaille d'or Constantin.

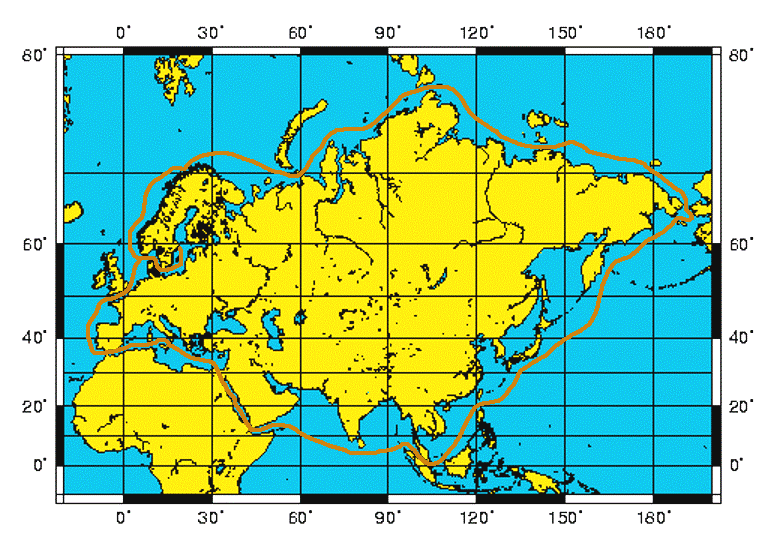
Trajet de l'expédition arctique de Nordenskiöld en 1878-1879.
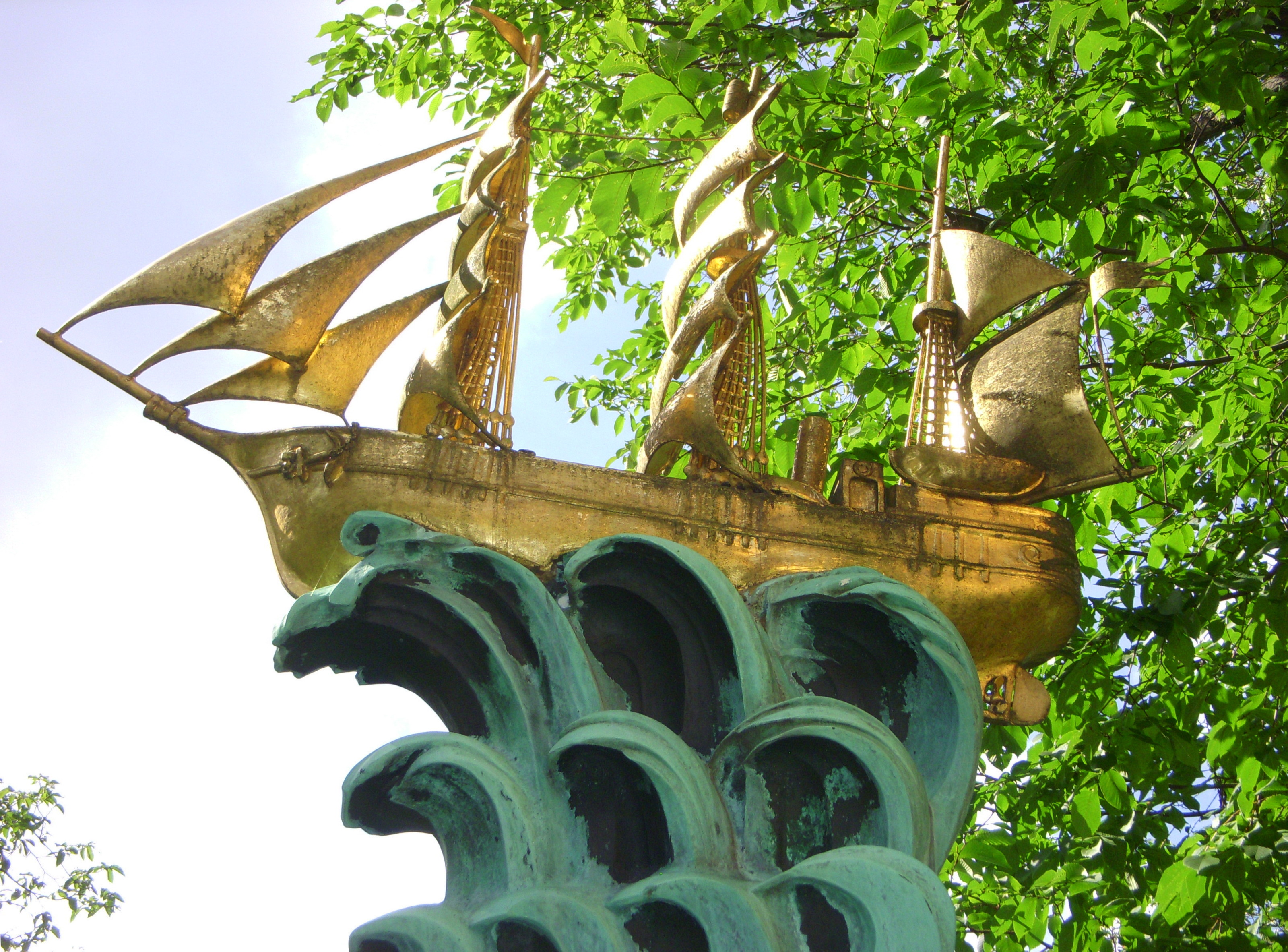
Monument dédié à la Vega, à Stockholm.
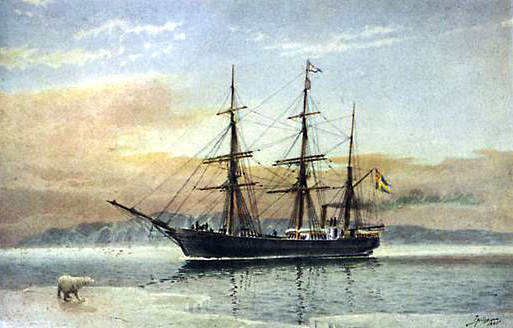
La Vega peinte par le suédois Jacob Hägg.
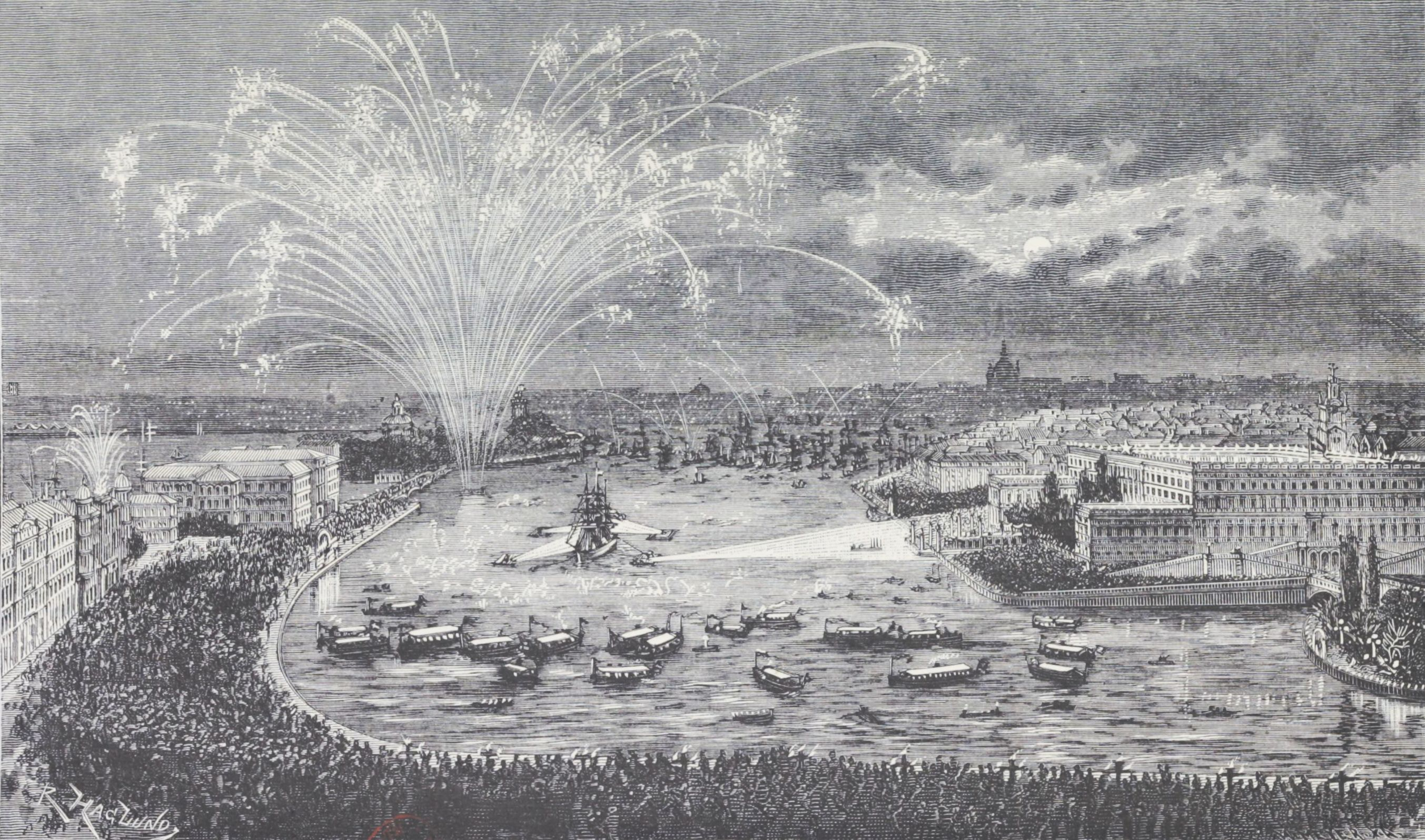
Retour de la Vega à Stockholm

#### Expédition enbaie de Disko
En 1882-1883, il mène une expédition dans la baie de Disko. Il part le 3 juillet 1883 avec 9 hommes dont 2 skieurs lapons et, dès le 18 juillet, atteint un point à 120 km de la côte démontrant que le mythe du centre verdoyant, est bien une légende. L'altitude de 1 947 m à une distance de 230 km ets atteinte par les deux skieurs lapons.

## Distinctions
- Chevalier de l'ordre royal de l'Étoile polaire
- Commandeur de la Légion d'honneur (1880)
- Grand officier de l'ordre de la Couronne d'Italie (1880)

## Postérité
Sa collection de cartes est conservée par l'université d'Helsinki, et est référencée depuis 1997 dans le Registre international Mémoire du monde de l'Organisation des Nations unies pour l'éducation, la science et la culture. Elle représente 5 000 volumes.
Il fait don de sa collection d'animaux rapportés de l'expédition Vega au musée zoologique de l'université de Tomsk.
À l’origine, la mer des Laptev s’appelait « mer de Nordenskiöld » (russe : мо́ре Норденшельда, More Nordenschelda). L’archipel Nordenskiöld dans la mer de Kara, le cratère Nordenskiöld sur Mars ainsi que l'astéroïde (2464) Nordenskiöld portent le nom de cet explorateur.
Une pièce de collection en argent d'une valeur nominale dix euros à l'honneur d'Adolf Erik Nordenskiöld et du passage du Nord-Est a été frappée par la Finlande en 2007, soit le 175e anniversaire de la naissance de l'explorateur.

## Dans la littérature
- Dans la bande dessinée La Couronne des Croisés de Keno Don Rosa, Adolf Erik Nordenskiöld rencontre Balthazar Picsou à l'exposition internationale de Chicago, en 1893.
- L'expédition Vega est décrite dans le roman L'Épave du Cynthia de Jules Verne et André Laurie, publié en 1885.